# Piotr (biskup Tusculum)
Piotr (zm. ok. 1063) – kardynał biskup Tusculum mianowany przez papieża Wiktora II (1055–57). Należał do stronnictwa reformatorskiego w Kościele. W sierpniu 1057 był zaliczany do kandydatów na następcę Wiktora II. Sygnował papieskie dokumenty datowane między 18 października 1057 a 12 grudnia 1062.